# Palais Minucci
 (septembre 2019).
Le Palais Minucci est un palais situé sur la Salvatorplatz, dans la Vieille ville de Munich. Construit en 1731, il était le palais des comtes Minucci. 

## Histoire
Le bâtiment mansardé de trois étages avec onze axes de fenêtres est dû à l’ancien architecte de la Theatinerkirche Lorenzo Perti en 1675. En 1731, pour le comte Ferdinand de Minucci, le bâtiment actuel a été construit dans un style baroque tardif avec une façade de style rococo. En 1954-1957, une extension a été construite sur la Salvatorstraße pour le ministère de la Culture. De 1893 à 2012, c'était la maison de la librairie Hugendubel. Puis, un décorateur de salle de bain s’installa dans les chambres de Hugendubel. 
À l'est du Palais Minucci, au 20 rue Salvator, se trouvait autrefois le Palais Waldkirch (Palais Vacchiery) du dernier quart du XVIIIe siècle. Largement détruit en 1944, ses restes ont été enlevés, le site est encore partiellement sous-développé. 